# Épiphane de Salamine
Pour les articles homonymes, voir Épiphane.
Épiphane de Salamine (Epiphanius Constantiensis) ou Épiphane de Chypre est un évêque et théologien chrétien du IVe siècle, né dans la localité de Besanduc, près d'Éleuthéropolis, en Palestine, vers 315, mort en mer au cours d'un voyage entre Constantinople et Chypre en mai 403. C'est un saint et un Père de l'Église pour l'Église orthodoxe et l'Église catholique, fêté le 12 mai. Sa ville épiscopale est Salamine de Chypre, détruite par un séisme vers 340 et reconstruite sous le nom de Constantia, du nom de l'empereur régnant Constance II ; c'était alors la métropole ecclésiastique de l'île de Chypre.

## Biographie
Les sources sont les propres textes d'Épiphane, des références à lui chez ses contemporains Jérôme, Basile de Césarée et Théophile d'Alexandrie, dans les Dialogues sur la vie de Jean Chrysostome de Palladios, et les Histoires ecclésiastiques de Socrate le Scolastique et Sozomène (Théodoret de Cyr, peut-être hostile, fait silence sur lui). Il existe une Vie qui se présente comme écrite d'abord par un disciple « Jean le Sarrazin », qui aurait été converti par lui, et ensuite par un autre nommé Polybe, qui aurait pris la relève à la mort de Jean, mais elle a un caractère légendaire évident.
Il naquit dans un village de Judée d'une famille d'agriculteurs. D'après la Vie, c'était une famille juive, et ayant perdu son père de bonne heure, il fut adopté par un rabbin de la ville voisine d'Éleuthéropolis nommé Tryphon, qui lui enseigna l'hébreu et la culture hébraïque et lui légua ses biens. 
Mais si la Lettre à l'empereur Théodose citée par le patriarche Nicéphore est authentique, Épiphane aurait écrit lui-même que ses parents l'avaient élevé dans la foi du concile de Nicée, et d'autre part Sozomène (né vers 375 en Palestine et fervent admirateur de son compatriote Épiphane) ne dit rien d'une telle origine, et suggère au contraire qu'il fut élevé dès son plus jeune âge par des moines chrétiens (HE, VI, 28).
En faveur peut-être de l'origine juive, il y aurait sa connaissance de l'araméen et de l'hébreu, attestée par saint Jérôme (en plus du grec, du copte, appris en Égypte, et d'un peu de latin), mais ses œuvres ne révèlent qu'une connaissance très superficielle de la culture juive.
En tout cas très jeune il fut chrétien, et il se rendit en Égypte (peut-être à Alexandrie pour ses études, ce qui serait signe d'une famille aisée), où il fut un temps séduit par une secte gnostique (Panarion, 26), mais finalement se joignit pendant plusieurs années à une communauté monastique. 
Revenu dans son pays natal vers 340, il y fonda un monastère, dont il devint le supérieur. Il se lia particulièrement à Hilarion de Gaza. Sous l'arianisme il resta un ferme partisan du concile de Nicée, ce qui entraîna des tensions avec l'évêque Eutychius d'Éleuthéropolis, que, selon saint Jérôme (Contra Joannem, 4), il aurait ramené à l'orthodoxie.
Ayant migré à Chypre pour des raisons incertaines, il y fut élu évêque métropolitain de Salamine par le synode de l'île en 367, et conserva son siège jusqu'à sa mort, pendant trente-six ans. 
Son mode de vie ascétique (bien qu'il fût opposé à l'abstinence de viande et de vin prônée par d'autres ascètes dont Hilarion), son importante culture religieuse et son attachement farouche à l'orthodoxie la plus rigoureuse lui conférèrent une très grande autorité dans l'Église de l'époque : l'empereur arien Valens, remarque saint Jérôme (Contra Joannem, 1), n'osa jamais s'en prendre à lui. On le consultait de loin sur la doctrine (l'Anchoratus fut écrit à la demande de clercs de l'Église de Syedra en Pamphylie).
Vers 376, il se rendit à Antioche pour intervenir dans les querelles qui déchiraient l'Église de cette ville (dont dépendait Chypre) ; il convainquit d'hérésie Vital, l'évêque des apollinaristes, et prit parti pour Paulin, chef de file des «eustathiens», contre Mélèce. 
Il échoua ensuite à rallier Basile de Césarée à cette position. Il n'apparaît pas parmi les signataires du premier concile de Constantinople (alors qu'on y voit quatre autres évêques de Chypre). En 382, il assista à un concile à Rome, auprès du pape Damase, où le soutien à Paulin fut confirmé contre Flavien Ier, successeur de Mélèce, pourtant reconnu par la majorité de l'épiscopat d'Orient (sauf l'Égypte). 
Il logea à Rome chez la riche veuve Paula, qui se retira ensuite avec saint Jérôme à Bethléem (385), et à qui il rendit visite sur son lit de mort (saint Jérôme, Vita Paulæ).
En 393, il se rendit en Palestine et se brouilla avec l'évêque Jean II de Jérusalem, qu'il accusait d'origénisme ; saint Jérôme et Rufin d'Aquilée furent mêlés à cette controverse, qui les sépara définitivement ; Épiphane ordonna Paulinien, frère de Jérôme, à la prêtrise, dans son ancien monastère d'Éleuthéropolis, mais, au mépris de l'autorité épiscopale de Jean. Pendant la Semaine Sainte de 397, prêchant à Jérusalem, il dénonça l'origénisme avec virulence, un discours clairement dirigé contre l'évêque Jean, qui répondit en le taxant d'« anthropomorphisme ».
Épiphane finit par appeler, dans une lettre, tous les moines de Palestine à rompre la communion avec l'évêque de Jérusalem.
L'évêque Jean en appela à Théophile d'Alexandrie, qui le soutint tout d'abord et accusa aussi Épiphane d'« anthropomorphisme ». Mais en 400 Théophile, pour des raisons internes à son Église, renversa complètement sa position et se lança dans une violente campagne anti-origéniste, où il rechercha l'appui d'Épiphane, qui devint alors son précieux allié. 
Des moines origénistes (les « Longs Frères », anciens proches de Théophile, que désormais il persécutait) se réfugièrent à Constantinople, où ils demandèrent l'aide de Jean Chrysostome, évêque de la capitale, qui les accueillit favorablement. Théophile parvint alors à monter le très vieux (et peu subtil) Épiphane contre Chrysostome, et il le poussa en 402 à se rendre dans la capitale impériale, où avec sa vivacité coutumière il traita Chrysostome comme un hérétique et organisa un mini-concile anti-origéniste en ignorant l'évêque de la cité. 
Il semble toutefois avoir pris conscience de s'être laissé manipuler, et se retira de Constantinople avant l'arrivée de Théophile, convoqué par l'empereur. Il mourut en mer pendant son voyage de retour à Chypre, âgé de près de quatre-vingt-dix ans.

## Œuvre
Épiphane est resté dans l'histoire de l'Église comme un tenant sourcilleux de l'« orthodoxie » et l'auteur d'un catalogue détaillé des hérésies. Il est toutefois considéré comme un piètre écrivain et un assez mauvais théologien (déjà par le patriarche Photius, qui consacre à ses deux principaux ouvrages les très brefs codex 122 et 123 de sa Bibliothèque). Adolf Jüdlicher, dans l'encyclopédie Pauly-Wissova, juge même « énigmatique » qu'un homme aussi «limité» (überaus beschränkt) ait pu jouir d'une influence aussi considérable.
Le traité connu sous le nom d'Anchoratus (en grec Άγκυρωτός, c'est-à-dire « [l'homme] bien ancré [dans la foi] », selon la fin du texte), qu'il publia en 374, est un exposé de la foi orthodoxe, centré sur les dogmes de la Trinité et de la Résurrection, dirigé notamment contre l'arianisme et l'origénisme. Il contient deux professions de foi, dont le Credo baptismal de l'Église de Chypre. On y trouve seulement une liste d'hérésies.
Ensuite, de 374 à 377, Épiphane composa le Panarion (en grec Πανάριον, au sens propre la « huche à pain », et aussi le « coffret à médicaments »), ouvrage en trois livres présentant quatre-vingts « hérésies » (en fait les vingt premières doctrines décrites sont antérieures au christianisme, organisées autour des trois notions d'« hellénisme », de « samaritanisme » et de « judaïsme »). Cette vaste compilation est précieuse, car elle contient beaucoup d'informations sur des courants religieux de l'Antiquité (notamment du IVe siècle) qu'on ne trouve que là (bien que l'auteur avoue parfois lui-même qu'il se fonde sur de simples ouï-dire). D'importants documents (lettres, actes de conciles...) sont parfois joints.
En dehors de ces deux ouvrages principaux, il faut citer aussi le Traité des poids et mesures (composé en 392, lors d'un séjour à Constantinople, pour un prêtre d'origine perse, nommé Bardion), dont le sujet est plus large que ne le suggère le titre : c'est une introduction à la lecture de la Bible, avec notamment l'histoire des traductions des textes, et des éléments d'archéologie (dont les poids et mesures des Juifs, et la géographie de la Palestine) ; connu en grec sous une forme incomplète, ce texte a été retrouvé en entier au XIXe siècle dans deux manuscrits syriaques du British Museum. Le Traité des douze gemmes (conservé en traduction latine) est un commentaire du passage du Livre de l'Exode (28:17-20) décrivant les douze pierres précieuses du pectoral du grand-prêtre Aaron. On lui a aussi attribué le bestiaire appelé Physiologos, mais c'est très douteux, et c'est de toute façon essentiellement une compilation. Quelques lettres d'Épiphane ont été conservées en entier ou plus souvent fragmentairement, en grec ou en latin (deux en entier dans saint Jérôme). Des homélies assignées par les manuscrits à « Épiphane de Salamine » ne sont pas de lui, mais peut-être d'évêques homonymes des siècles suivants.
Trois textes attribués à Épiphane par les iconoclastes byzantins du VIIIe siècle (reconstitués à partir de citations de Jean Damascène, du patriarche Nicéphore et de Théodore Studite et des actes du concile de Nicée II) sont d'authenticité discutée: un traité composé spécialement contre ceux qui fabriquent des images du Christ, de la Vierge, des anges et des prophètes ; une lettre adressée à l'empereur Théodose ; un testament d'Épiphane adressé aux membres de son Église. Depuis le patriarche Nicéphore, l'Église orthodoxe soutient que ces textes ont été inventés (ou falsifiés) par les iconoclastes (mais Jean Damascène reconnaissait leur authenticité). Karl Holl, éditeur de l'œuvre d'Épiphane, a soutenu la thèse de l'authenticité, mais Georg Ostrogorsky s'y est ensuite opposé. Depuis, la majorité des historiens semble pencher globalement pour l'authenticité. Dans une lettre à Jean II de Jérusalem (conservée en traduction latine comme lettre 51 de la correspondance de saint Jérôme), Épiphane relate un incident où, ayant trouvé dans une église palestinienne un rideau portant une image du Christ ou d'un saint, il l'a déchiré avec indignation (« une image d'homme suspendue dans une église du Christ contrairement à l'enseignement des Écritures »). Dans le Panarion (27, 6, 9-10), il présente comme une déviance des disciples du gnostique Carpocrate le fait d'avoir possédé des icônes de Jésus-Christ et de les avoir vénérées, imitant ainsi les païens.
Les principales éditions de l'œuvre d'Épiphane ont été celles de Denis Pétau (Paris, 1622, texte grec et traduction latine, reproduite avec des additions dans les volumes 41-43 de la Patrologia Graeca), de Karl Wilhelm Dindorf (Leipzig, Weigel, 1859-62, 5 vol., texte grec seul), de Karl Holl (Leipzig, Hinrichs, 1915-22, 3 vol., texte grec).

### Œuvres d'Épiphane
Clavis Patrum Græcorum 3744-3807
- Opera omnia. Édition par G. Dindorfius, 5 t. en 6 vol. Vol. I : Anonymi Vita Epiphanii, Ancoratus, Anacephalaeosis, Panarii libri I tomus I ; Vol. II et III pars I : Panarii libri I tomi II et III, libri II et III ; Vol. III pars II : Annotationes ad Panarium [Dionysii Petavii index locorum Sacrae Scripturae, qui in Panario proferuntur vel explicantur] ; Vol. IV pars I : De mensuris et ponderibus [cum D. Petavii animadversionibus], De gemmis [cum versione latina antiqua, edente Petro Francisco Fogginio] ; Vol. IV pars II : Pseudo-Epiphanii homiliae [VII, graece, Oratio in sanctam Christi resurrectionem, Gerardo Vossio interprete, Epistola ad Joannem episcopum Hierosolymitanum, divo Hieronymo interprete. Annotationes] ; Vol. V : D. Petavii animadversiones.
- Ancoratus. L'homme bien ancré. Édition par Karl Holl, Leipzig, J. C. Heinrichs, 1910, IV-98 p. Trad. Stéphane Bighan
- Panarion, ou Pharmacie contre toutes les hérésies (357). Édition par Karl Holl, Panarion, Leipzig, J. C. Heinrichs, 1915-1933, t. 2 et 3. Traduction anglaise : The Panarion of Epiphanius of Salamis, par Frank Williams, Leyde, Brill, 1987-1994, 2 vol., XXX-359, XVIII-677 p.

### Études sur Épiphane
- Épiphane de Salamine et l'iconoclasme :
  - Karl Holl, « Die Schriften des Epiphanius gegen die Bilderverehrung », Sitzungberichte der königlichen Preussischen Akademie der Wissenschaften 11, 1916, p. 828-868.
  - Georg Ostrogorsky, Studien zur Geschichte des byzantinischen Bilderstreits, Breslau, 1929, p. 61-113 (« Die pseudo-epiphanischen Schriften gegen die Bilderverehrung als Bindeglied zwischen die ikonoklastischen Synoden von 754 und 815 »).
  - Pierre Maraval, « Épiphane, "docteur des iconoclastes" », in Nicée II, 767-1987 : Douze siècles d'images religieuses, Paris, Éd. du Cerf, 1987, p. 51-62.
  - István M. Bugár, « What did Epiphanius write to Emperor Theodosius? », Scrinium 2, Saint-Pétersbourg, 2006, p. 72-91.
  - Olga V. Solovieva, « Epiphanius of Salamis and his Invention of Iconoclasm in the Fourth Century A.D. », Fides et Historia 42/1, 2010, p. 21-46.
- Autres :
  - Jon F. Dechow, Dogma and Mysticism in Early Christianity : Epiphanius of Cyprus ans the Legacy of Origen, Patristic Monograph Series 13, Peeters, 1988.
  - Aline Pourkier, L'hérésiologie chez Épiphane de Salamine, coll. Christianisme antique 4, Beauchesne, Paris, 1992.

### Pseudo-Épiphane
- Homélie pour le grand et saint Samedi (Ve siècle), cité par Hans Urs von Balthasar dans Dieu et l'homme d'aujourd'hui, Paris, 1966, p. 258-262,  lire en ligne
- Homélie d'Ėpiphane sur l'ensevelissement du Christ. Texte vieux-slave, texte grec et traduction française (Homelia II in sabbato magno), Radovi staroslavenskog institua, 3, 1958, p. 6-100.